# Mniszek krym-sagiz
Mniszek krym-sagiz, krym-sagiz (Taraxacum hybernum Stev.) – gatunek rośliny wieloletniej z rodziny astrowatych (Asteraceae). W stanie dzikim rośnie w Azji Mniejszej, Syrii, na Półwyspie Bałkańskim, we Włoszech, na Ukrainie (Krym). W dawnym ZSRR był rośliną kauczukodajną. 

## Morfologia
WysokośćBylina do 20 cm wysoka, z sokiem mlecznym.
LiściePodłużnie lancetowate, z brzegu wcinane, zebrane w rozetkę.
KwiatyJęzyczkowate, żółte, koszyczek pojedynczy osadzony na szczycie łodygi.
OwocNiełupka z puchem kielichowym.
KorzeńDługi do 2 m.

## Zastosowanie
Roślina uprawiana dla pozyskania soku mlecznego, który znajduje się w części korzeni. Ma on właściwości podobne do kauczuku, którego jest namiastką. Zawartość soku w korzeniach wynosi do 7%.